# Schlettererius cinctipes
Schlettererius cinctipes (лат.) — вид наездников рода Schlettererius из семейства Stephanidae. Северная Америка (индуцирован на остров Тасмания).

## Описание
Эндопаразиты насекомых. Длина тела около 1 см. От близких видов отличается следующими признаками: задняя часть пронотума возвышается на его передней частью, первый тергит поперечно бороздчатый, 2-й и 3-й тергиты желтовато-коричневые. Основная окраска тела буровато-чёрная. Задняя часть переднеспинки угловатая; жилка 1-M переднего крыла отчётливо изогнута; жилка cu-a заднего крыла представлена пигментированной жилкой; задние тазики без субапикального зубца; задние голени слегка сплющены в базальной части; задние лапки самок 5-члениковые; стернит первого метасомального тергита отделён от его тергита, первый тергит в 3,8 — 4,6 раза длиннее своей апикальной ширины, не цилиндрический, примерно равен длине второго тергита; задняя часть 8-го метасомального тергита самок с отчётливым пигидиальным выступом.